# Aleksandr Sibirjakov (schip, 1909)

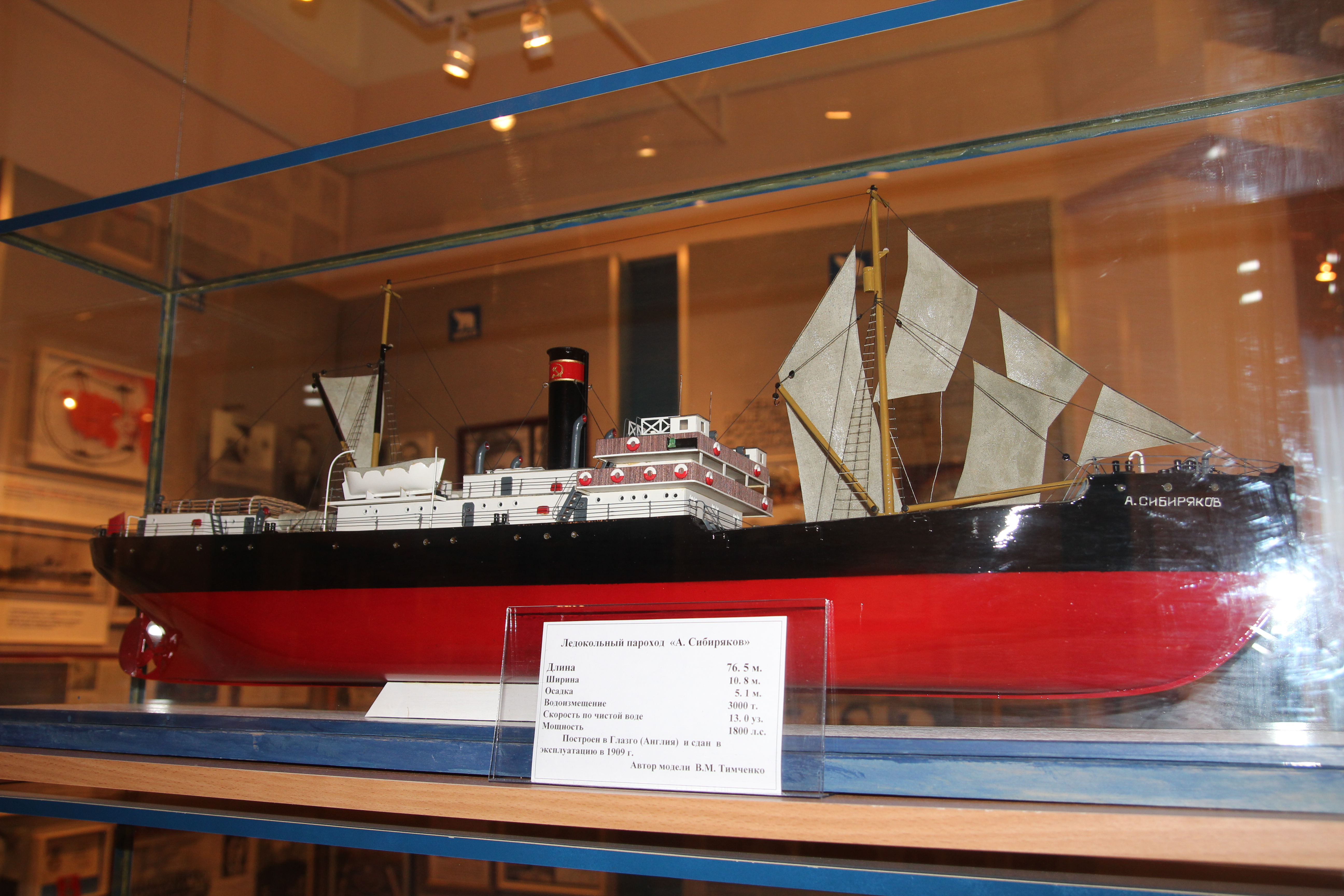
scheepsmodel Alexandr Sibirjakov in het scheepvaartmuseum van Moermansk

De Aleksandr Sibirjakov (Russisch: Александр Сибиряков) was een ijsbreker die gedurende de jaren dertig van de twintigste eeuw actief was in de Noordelijke IJszee. Het schip werd in 1909 in opdracht van een Newfoundlandse maatschappij gebouwd en gedoopt als Bellaventure. In 1916 werd het schip verkocht aan Rusland en werd omgedoopt tot Aleksandr Sibirjakov. In de jaren dertig maakte het schip als eerste een volledige reis langs de Noordoostelijke doorvaart in één vaarseizoen. In 1942 ging het schip ten onder na een treffen met de Duitse zware kruiser Admiral Scheer.

## Bouw en beginjaren
De Bellaventure werd in 1909 gebouwd door D & W Henderson in Glasgow. Het was besteld door de Bellaventura Steamship Company gevestigd in de belangrijke havenstad St John's op Newfoundland. Het werd in de eerste jaren gebruikt om materiaal aan te voeren voor de bouw van een haventerminal in de Hudsonbaai. Het had een met steenkool gestookte stoomketel en een drievoudige expansie-stoommachine, maar was ook uitgerust met zeilen.
Tussen 31 maart en 2 april 1914 zaten tientallen zeehondenjagers behorend tot het schip Newfoundland ruim twee dagen vast op het ijs tijdens een zware storm. Van de 132 jagers kwamen er uiteindelijk 78 om het leven. Alle overlevenden, waarvan velen in slechte toestand, werden uiteindelijk gered door de Bellaventure. Het schip heeft hierdoor een belangrijke status gekregen in de geschiedenis van Newfoundland en Labrador.
In de Eerste Wereldoorlog vertrok het schip naar Rusland om te helpen de havens en scheepvaartroutes in het noorden ijsvrij te houden zodat geallieerde schepen met militaire hulpgoederen de Russische havens konden bereiken. In 1917 werd het schip overgenomen door Rusland en herdoopt tot Aleksandr Sibirjakov, een Russische goudindustrieel en ontdekkingsreiziger (1849-1933).

## Noordoostelijke doorvaart
De Sibirjakov maakte als eerste ijsbreker een volledige reis langs de Noordoostelijke Doorvaart in één seizoen. Voor deze reis moesten de schepen op deze route overwinteren in een van de havens van de Noordelijke IJszee. Alleen in de zomer was het ijs voldoende teruggetrokken waardoor scheepvaartverkeer gedurende de korte zomerperiode de route kon gebruiken.
Op 28 juni 1932 vertrok de Aleksandr Sibirjakov uit de haven van Archangelsk. Onder leiding van kapitein Vladimir Voronin en expeditieleider Otto Schmidt ging het via de Karazee nam het niet de bekende Straat Vilkitski, maar de onbekende noordelijke route om Noordland naar de Laptevzee. Dit verliep zonder problemen en op 30 augustus 1932 liep de Sibirjakov de haven van Tiksi bij de monding van de Lena binnen om steenkool te laden.
Er was een vliegtuig beschikbaar om het schip door de beste weg langs of door het ijs te loodsen, maar door technische problemen aan de motor kon deze niet gebruikt worden. Tot nu toe was dit geen probleem geweest, maar na 5 september nam de hoeveelheid ijs toe. De Sibirjakov kwam in grote ijsvelden terecht en door middel van explosieven moest een weg worden gebaand. De schroef raakte zwaar beschadigd op 10 september. De volgende twee dagen was de bemanning bezig alle lading naar het voorschip te brengen, waardoor de schroef deels boven water uitkwam. Reparatie van de schroef was nu mogelijk was. Op 16 september kon de weg worden vervolgd. Twee dagen later en zo’n 100 zeemijl ten westen van de Beringstraat brak de schroef af en zonk naar de bodem. Het schip werd aanvankelijk stuurloos meegevoerd door het kruiend ijs, maar op 26 september kwam het schip uit het ijs los. Er werd een provisorisch zeil gemaakt en met een zeer lage snelheid wist het schip op eigen kracht de Beringstraat binnen te zeilen waar het op 1 oktober aankwam. De kapitein vond hiermee zijn taak volbracht en liet zich slepen naar de haven van Petropavlovsk-Kamtsjatski op Kamtsjatka en later naar de Japanse haven Yokohama voor herstelwerkzaamheden. In 65 dagen was een afstand van circa 2.500 zeemijl of 4.500 kilometer afgelegd.

## Fatale ontmoeting met Admiral Scheer
Bij het uitbreken van de Tweede Wereldoorlog kreeg de Sibirjakov bewapening. Op het dek werden geplaatst twee 47mm-kanonnen, twee 76mm-kanonnen en twee 20mm-kanonnen tegen vliegtuigen. In het eerste oorlogsjaar was het vooral actief in de Witte Zee. Het vervoerde militairen, gewonden, munitie en voedsel. In augustus 1942 kreeg het de opdracht zo’n 350 ton goederen en bemanning voor een weerstation op Noordland te vervoeren. Voor die reis telde het schip 47 bemanningsleden, 32 militairen voor de bediening van de kanonnen, 23 burgers voor het weerstation en ten slotte twee extra marineofficieren: in totaal 104 personen. Op 24 augustus vertrok het schip uit Dikson.

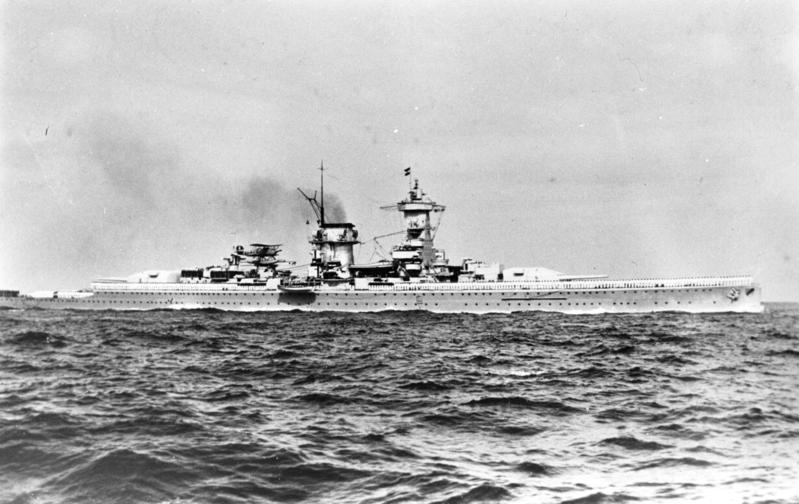
Admiral Scheer

Op 16 augustus 1942 voer de Admiral Scheer in het kader van Operatie Wunderland uit naar de Noordelijke IJszee, om er op konvooien te jagen en een Duitse aanwezigheid in de Arctische regio van de Sovjet-Unie te doen voelen. Op de 25e stuitte de Admiral Scheer vlak bij de noordwestelijke kust van het eiland Roesski (aan de noordeinde van de Nordenskiöldarchipel) op de Sibirjakov. De Scheer was bewapend met 280mm-kanonnen en daar kon de Sibirjakov slechts enkele 76mm-kanonnen tegenover stellen. In plaats van te vluchten ging de Sibirjakov in de aanval en wist via de radio andere konvooien in de buurt te waarschuwen. In de ongelijke strijd kwamen de meeste bemanningsleden om het leven, slechts 22, waaronder de gewonde kapitein werden door de Duitsers gered. Slechts één bemanningslid, Pavel Vavilov, wist het land te bereiken en werd na vijf weken door een Russisch schip opgemerkt en gered. Aan het einde van de oorlog waren nog maar 15 bemanningsleden in leven. De Admiral Scheer vertrok korte tijd later uit het gebied. De radioboodschap van de Sibirjakov had andere konvooien omgeleid en de Russische marine gewaarschuwd.

## Trivia
De schrijfwijze voor de naam van schip varieert per bron, varianten met de voornaam zijn: A. Sibirjakov, Alexandr Sibirjakov of Alexander Sibirjakov. Naast Sibirjakov komen ook voor Sibiryakov of Sibiryakow.